# Florian Hohmann
Florian Hohmann (* 28. Februar 1823 in Hilders (Landkreis Fulda); † 11. Oktober 1888 ebenda) war Abgeordneter des Kurhessischen Kommunallandtages des Regierungsbezirks Kassel.

## Leben
Florian Hohmann war der Sohn des Landwirts Johannes Hohmann und dessen Gemahlin Auguste Reinhardt. Nach seiner Schulausbildung betrieb er nebenberuflich eine kleine Landwirtschaft und war in seinem Heimatort Kassierer in der Sparkasse, die er gegründet hatte. 1872 erhielt er ein Mandat für den Kurhessischen Kommunallandtag des preußischen Regierungsbezirks Kassel. Er war hier in verschiedenen Ausschüssen tätig und blieb bis 1883 in dem Parlament. 